# Đậu mèo lá bắc
Đậu mèo lá bắc hay móc mèo lá hoa, mác mèo cuống ngắn (danh pháp hai phần: Mucuna bracteata) là loài thực vật có hoa trong họ Đậu. Loài này được DC. miêu tả khoa học đầu tiên.